# Rima Berns-McGown
Pour les articles homonymes, voir Berns et McGown.
Rima Berns-McGown est une femme politique provinciale canadienne de l'Ontario.

## Biographie
Née en Afrique du Sud, elle occupa des fonctions d'auteur, chercheuse et professeure.

### Carrière politique
Élue députée néo-démocrate de la circonscription de Beaches—East York lors de élections provinciales de 2018, elle fait alors partie du premier caucus noir de l'Ontario aux côtés de ses collègues néo-démocrates Laura Mae Lindo, Faisal Hassan, Jill Andrew et Kevin Yarde. Elle ne se représente pas lors de l'élection de 2022.